# José Ferreyra Miloch
José Ferreyra Miloch (Lima, 22 de abril de 1889 – ?, siglo XX) fue un militar y político peruano. Fue diputado por la provincia de Huanta (Ayacucho), de 1939 a 1945.

## Biografía
Nació en Lima, siendo hijo de Manuel V. Ferreyra y Paula Miloch o Milos. Por la vía materna tenía ascendencia croata.
Ingresó a la Escuela Militar de Chorrillos, de donde egresó en 1910 como subteniente de Infantería. Fue jefe militar de varias circunscripciones territoriales; jefe de Negociado, Sección Imprenta y Librería del Ministerio de Guerra (1933-1939); y director de prensa y propaganda del Ministerio de Guerra.
Colaboró en la construcción de la carretera Trujillo-Quiruvilca-Huamachuco. Fue socio honorario y protector del Círculo de Obreros Católicos de Ayacucho, donde se fundó la biblioteca "Comandante Ferreyra".
En 1939 fue elegido diputado por la provincia de Huanta (Ayacucho). Llegó al parlamento como integrante de la Concentración Nacional de Partidos, que ganó las elecciones presidenciales llevando al poder a Manuel Prado Ugarteche. Su periodo parlamentario culminó en 1945.